# تورتويز جت
تورتويز جت (بالإنجليزية: TortoiseGit)‏ هو برنامج عميل لبرنامج إدارة الكود المصدري جت، وهو مطبق كshell extension لويندوز؛ تورتويز جت برنامج حر تحت ترخيص رخصة جنو العمومية الصغرى.

## وصلات خارجية
- تورتويز جت على موقع Open Hub (الإنجليزية)
- الموقع الرسمي